# Ferenc Németh (femkampare)
Ferenc Németh, född 4 april 1936 i Budapest, är en ungersk före detta femkampare.
Németh blev olympisk guldmedaljör i modern femkamp vid sommarspelen 1960 i Rom.